# Blücher (locomotora)
La Blücher era una de las locomotoras de vapor experimentales construidas por George Stephenson para trabajar en la mina de Killingworth entre 1814 y 1816.

## Antecedentes
George Stephenson fue designado como capataz de motores en la mina de carbón de Killingworth en 1812 e inmediatamente mejoró el transporte del carbón desde la mina usando motores fijos. Pero se había interesado en los motores de Blenkinsop en Leeds y en los experimentos de Christopher Blackett en la mina de Wylam, localidad donde había nacido. En 1814 persuadió a los arrendatarios de la mina para financiar un "motor móvil" que funcionó por primera vez el 25 de julio. Mediante un experimento, confirmó la observación de Blackett de que la fricción de las ruedas era suficiente en un ferrocarril de hierro sin engranajes, pero aún utilizaba un sistema de rueda dentada para transmitir la potencia del motor a las ruedas.

## Blücher

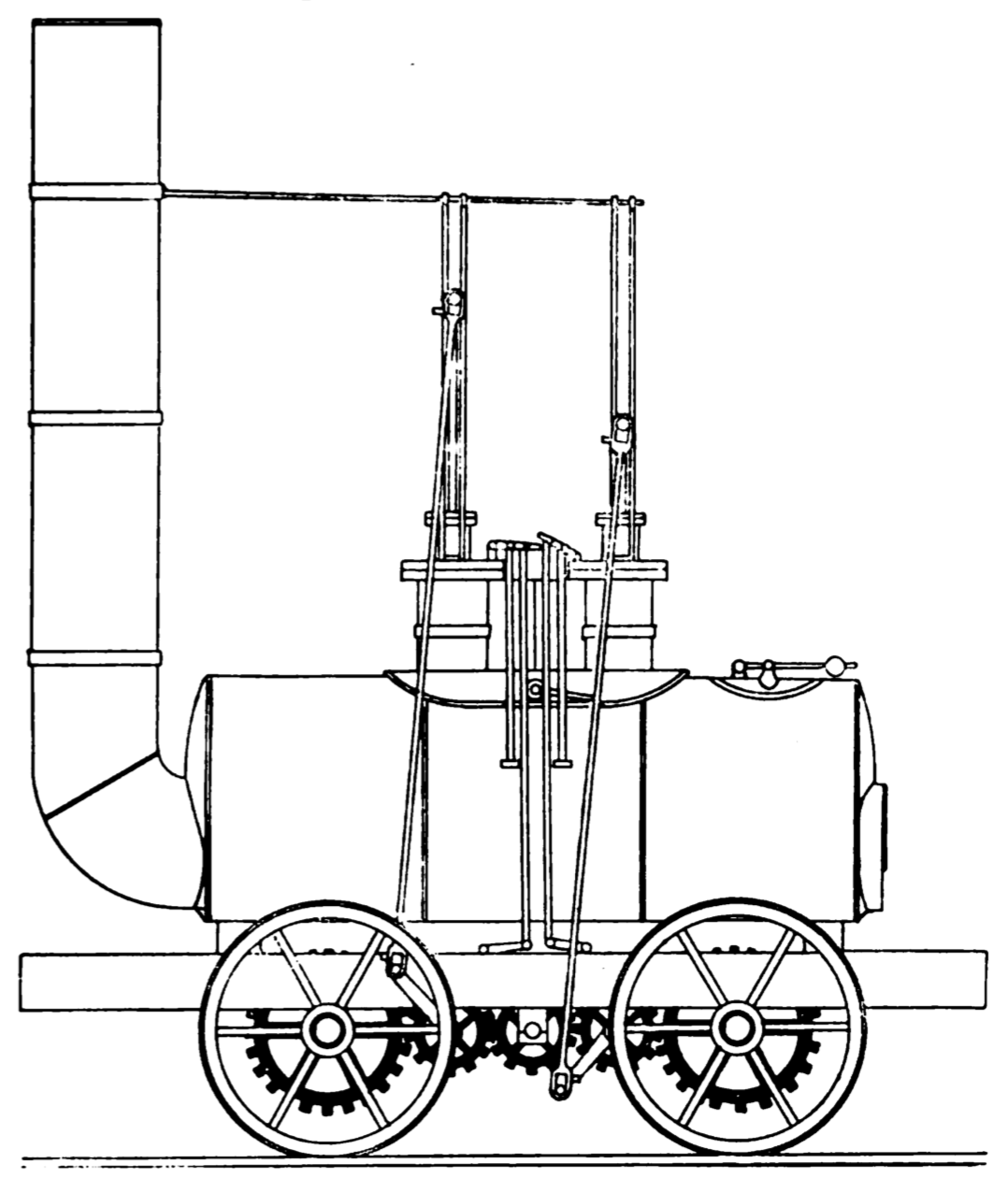
Dibujo de la Blücher, por Clement E. Stretton

La Blücher (el nombre es a menudo escrito Blutcher) fue construida por George Stephenson en 1814, siendo la primera de una serie de locomotoras que diseñó en el período 1814-1816, que estableció su reputación como diseñador de motores y sentó las bases para su posterior papel fundamental en el desarrollo de los ferrocarriles. Podía arrastrar un tren de 30  toneladas a una velocidad de 6,4 km/h hasta un gradiente de 1 en 450. Llevaba el nombre del general prusiano Gebhard Leberecht von Blücher, quien, después de una rápida marcha, llegó a tiempo para ayudar a derrotar a Napoleón en la batalla de Waterloo en 1815. 
Stephenson midió cuidadosamente su rendimiento y se dio cuenta de que, en general, ahorraba poco dinero en comparación con el uso de caballos, a pesar de que el precio del maíz estaba en su punto más alto debido a las guerras. Hizo una mejora significativa al redirigir la salida de vapor de los cilindros a la chimenea, aumentando así la eficiencia de la caldera notablemente y disminuyendo la molestia causada por el escape del vapor.
El funcionamiento de la Blücher se describió en el segundo volumen de 1814 de Annals of Philosophy. El artículo comenzaba citando una locomotora de cremallera en Leeds (probablemente la Salamanca) y continuaba indicando que: "El experimento tuvo tanto éxito en Leeds, que se dispuso una máquina similar en Newcastle, a una milla al norte de esa ciudad. Se mueve a una velocidad de tres millas por hora, arrastrando 14 vagones, cargados cada uno con aproximadamente dos toneladas de carbón; de modo que en este caso se ahorra el gasto de 14 caballos sustituidos por la máquina de vapor". El artículo continúa mencionando una locomotora sin una rueda de cremallera (probablemente la Puffing Billy en Wylam).
La Blücher no se conservó: Stephenson recicló sus partes mientras desarrollaba modelos más avanzados. 

## Locomotora 1815
El 28 de febrero de 1815, Stephenson había hecho suficientes mejoras como para presentar una patente ante el supervisor de la mina, Ralph Dodds, en la que se especificaba la comunicación directa entre el cilindro y las ruedas usando una junta de rótula. Las ruedas motrices estaban conectadas por cadenas, que fueron abandonadas después de unos años a favor de las conexiones directas. Se puso en funcionamiento una nueva locomotora construida sobre estos principios. 

## Wellington

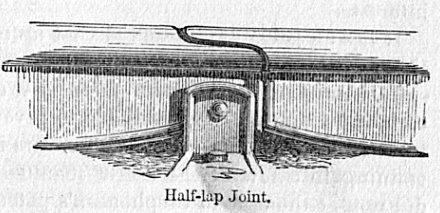
Carril articulado de media vuelta patentado en 1816

El gran impedimento revelado por las dos primeras locomotoras fue el estado de la vía permanente y la falta de suspensión de amortiguación. La vía a menudo se colocaba descuidadamente y con rieles de solo 3 pies de longitud se producían frecuentes descarrilamientos. Ideó un nuevo apoyo y usó juntas de media vuelta entre los raíles en lugar de las juntas a tope. El hierro forjado reemplazó las ruedas de fundición de hierro y utilizó la presión de vapor de la caldera para proporcionar a la máquina un sistema de suspensión mediante resortes de vapor. Estas mejoras se detallaron en una patente presentada al fundidor de hierro William Losh de Newcastle el 30 de septiembre de 1816. 
Junto con el supervisor principal, Nicholas Wood, Stephenson realizó en 1818 una cuidadosa serie de mediciones sobre la fricción y el efecto de la inclinación de las vías utilizando un dinamómetro que desarrollaron entre ambos. Estos aparatos de medición le serían de considerable ayuda en el desarrollo posterior del ferrocarril. 
Los motores construidos sobre estos principios a partir de 1816 se utilizaron hasta 1841 en locomotoras y hasta 1856 como motores estacionarios. Uno de estos era conocido como Wellington y el otro como My Lord.

## Killingworth Billy

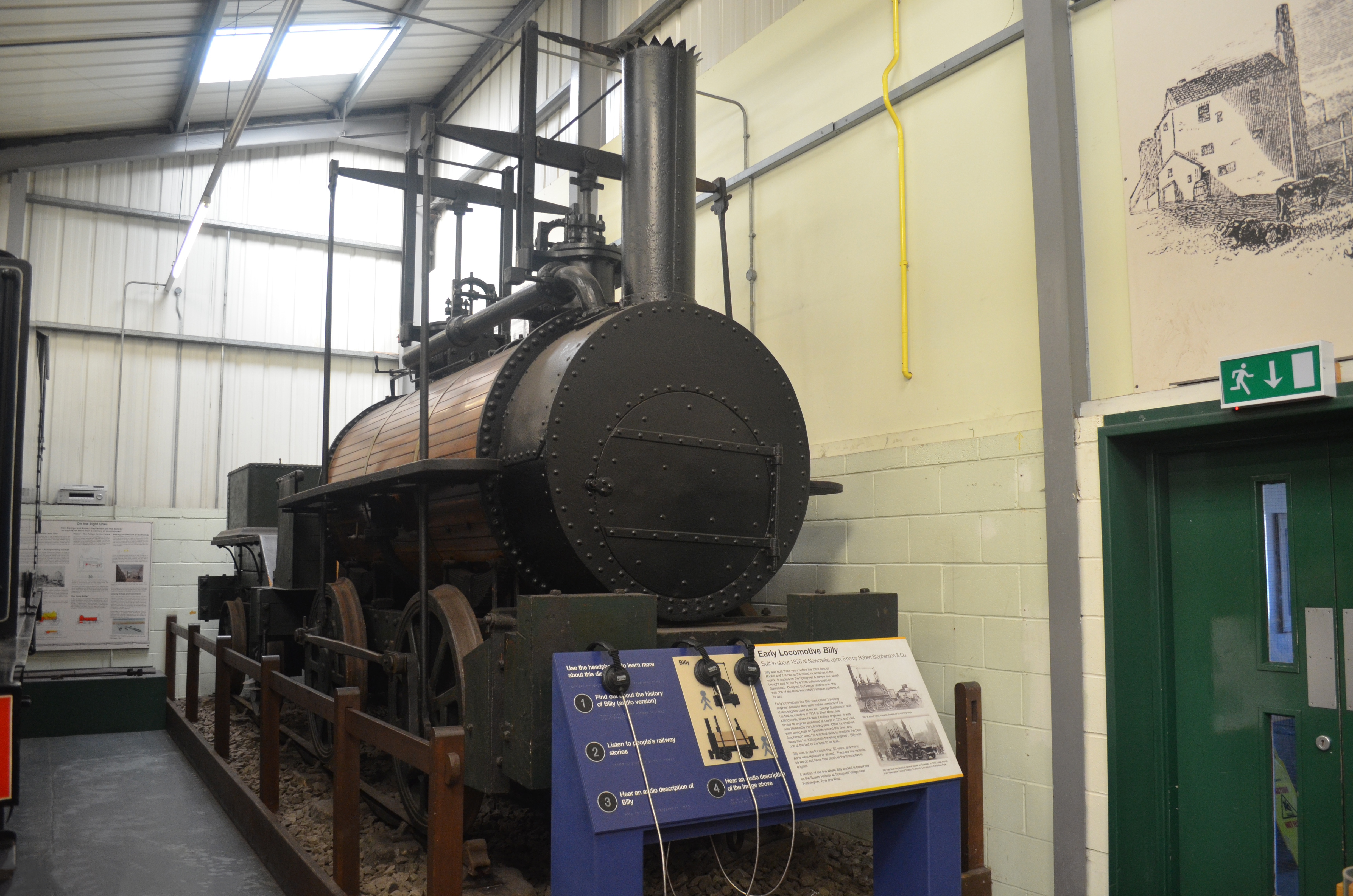
Locomotora Billy en el Museo del Ferrocarril Stephenson

La Killingworth Billy o Billy (no debe confundirse con la locomotora Puffing Billy) fue construida según el diseño de Stephenson por Robert Stephenson and Company. Se pensaba que fue construida en 1826, pero una investigación arqueológica adicional en 2018 rebajó su fecha de construcción en otra década, hasta 1816. Funcionó en el ferrocarril de Killingworth hasta 1881, cuando se donó a la ciudad de Newcastle-upon-Tyne. Actualmente se conserva en el Museo del Ferrocarril Stephenson. 